# Ebersberg

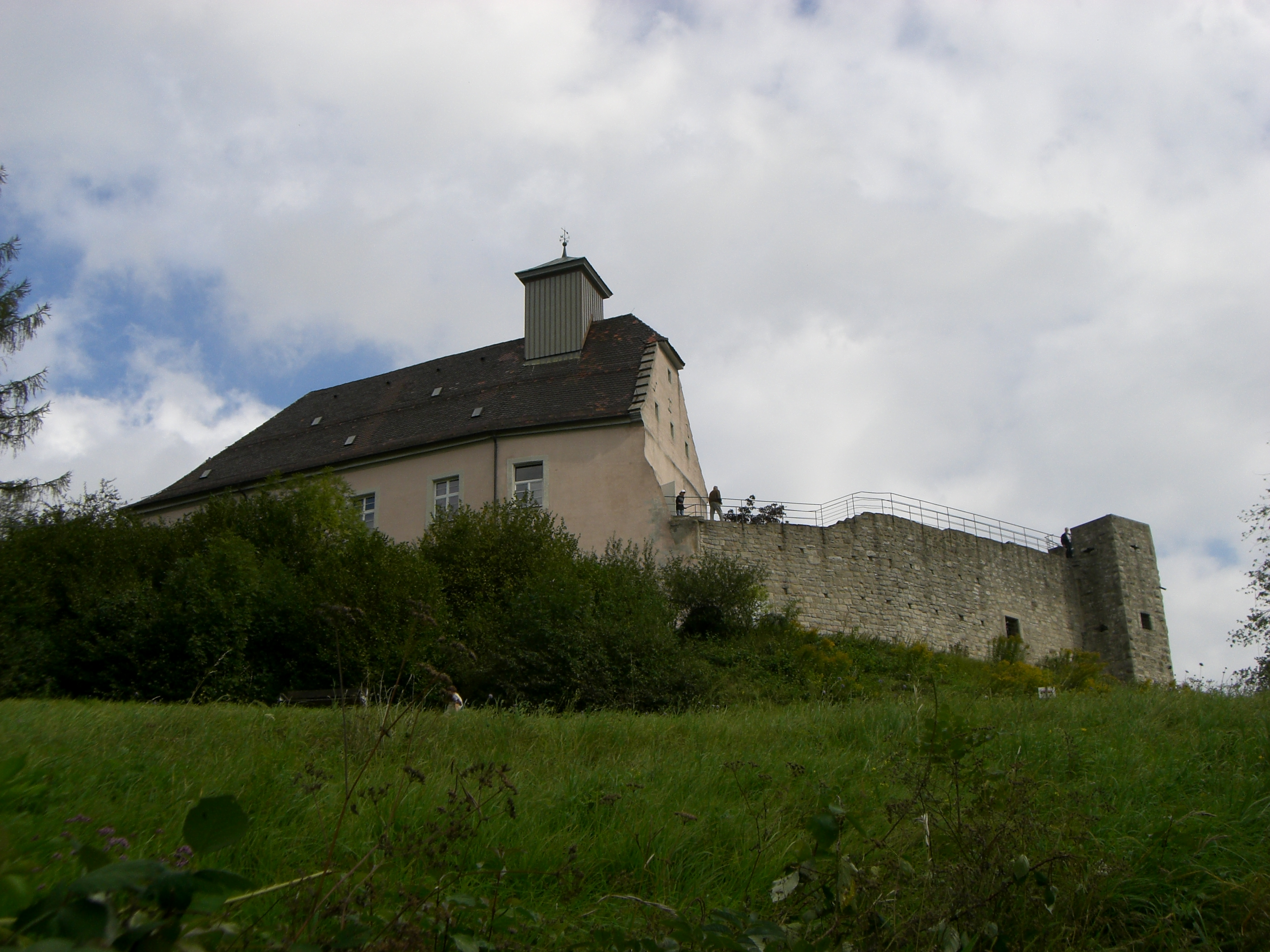
Ebersberg
(castelul)

Ebersberg este un oraș din districtul Ebersberg, regiunea administrativă Bavaria Superioară, landul Bavaria, Germania.